# Espace des phases quantique
L'espace des phases quantique (EPQ, ou QPS pour l'anglais quantum phase space) est une extension à la physique quantique de la notion classique d'espace de phase en mécanique hamiltonienne. Il s'agit de l'une des approches envisagées pour relever le défi de l'intégration du concept d'espace de phase dans la mécanique quantique, compte tenu des contraintes imposées par le principe d'incertitude. Cette approche est distincte de la formulation dans l'espace des phases, qui offre un cadre alternatif de formulation de la mécanique quantique en utilisant un espace de phase classique. Cette utilisation d'un espace des phases classique pour la formulation de la mécanique quantique nécessite l'introduction des distributions de probabilité non définie positive. Dans l'approche basée sur le concept d'espace des phases quantique, c'est l’espace des phases lui-même qui est quantique,. Ce concept d'EPQ permet alors, entre autres, de se passer des distributions de probabilité non définie positive.
En mécanique hamiltonienne, l'espace des phases est défini comme l'ensemble de toutes les valeurs exactes possibles des coordonnées et des moments conjugués qui sont utilisées dans la description mécanique d'un système. La mécanique quantique introduit cependant le principe d'incertitude, limitant la précision avec laquelle ces quantités peuvent être déterminées simultanément. Cela pose un défi dans l'application directe du concept classique d'espace des phases aux systèmes quantiques. L'idée principale derrière le concept d'EPQ est de le définir comme l'ensemble de toutes les valeurs moyennes possibles des coordonnées et des impulsions pour des valeurs données des incertitudes (écarts types statistiques). Lorsque les incertitudes sont considérées comme nulles (en ignorant les relations d'incertitudes dans la limite classique), on peut envisager une réduction de l'EPQ à son homologue classique. En effet, une incertitude nulle signifie qu'on ne fait pas de distinction entre valeurs exactes et valeurs moyennes.
Les liens entre le concept d'EPQ, la mécanique statistique et la thermodynamique ont été explorés. Les études associées ont démontré, entre autres, qu'à l'équilibre thermodynamique les incertitudes quantiques peuvent être liées aux paramètres thermodynamiques. D'autres travaux ont également considéré la généralisation relativiste du concept d'EPQ et sa relation avec les transformations canoniques linéaires multidimensionnelles pour des applications en physique des particules.

## Définition mathématique de l'espace des phases quantique

### Relation d'incertitude et problème de l'espace des phases en mécanique quantique
dans lesquels {\displaystyle |x\rangle } et {\displaystyle |p\rangle } sont respectivement les états propres des opérateurs position {\displaystyle X} et impulsion {\displaystyle P} :   {\displaystyle |x\rangle } est l'état quantique du système considéré si la valeur de sa coordonnée est exactement égale à {\displaystyle x} et {\displaystyle |p\rangle } est son état quantique lorsque la valeur de son impulsion est exactement égale à  {\displaystyle p} . On peut considérer les valeurs moyennes, notées  {\displaystyle \langle x\rangle }, {\displaystyle \langle p\rangle }, et les variances statistiques, notées {\displaystyle {\bigl (}\sigma _{x}{\bigr )}^{2}}, {\displaystyle {\bigl (}\sigma _{p}{\bigr )}^{2}}, de la coordonnée et de l'impulsion  correspondant à un état quantique quelconque {\displaystyle |\psi \rangle } du système. Les définitions explicites de ces quantités sont données par les relations suivantes
{\displaystyle {\begin{cases}X|x\rangle =x|x\rangle \\P|p\rangle =p|p\rangle \end{cases}}}
Cette inégalité qui relie l'écart type {\displaystyle \sigma _{x}} de la coordonnée avec l'écart type {\displaystyle \sigma _{p}} de l'impulsion est la relation d'incertitude coordonnée-impulsion. Selon cette relation, il existe une limite à la précision avec laquelle les valeurs de la coordonnée et de l'impulsion peuvent être connues simultanément. Cependant, en physique classique, l'espace des phases est défini comme l'ensemble {\displaystyle \{(p,x)\}} des valeurs possibles du paire {\displaystyle (p,x)}. Il s’ensuit qu’il n’est pas trivial d’étendre la définition classique de l’espace des phases vers la physique quantique. Le concept d'EPQ apporte une solution rigoureuse à ce problème. Cette solution consiste à définir un EPQ comme étant un ensemble de valeurs moyennes de coordonnes et d'impulsions pour des valeurs données des incertitudes. Les définitions précises de ces valeurs moyennes et incertitudes nécessitent l'introduction d’états quantiques adéquates auxquels elles correspondent.
{\displaystyle {\begin{cases}\langle x\rangle =\langle X\rangle =\langle \psi |X|\psi \rangle \\\langle p\rangle =\langle P\rangle =\langle \psi |P|\psi \rangle \\(\sigma _{x})^{2}=\langle (X-\langle x\rangle )^{2}\rangle =\langle \psi |(X-\langle x\rangle )^{2}|\psi \rangle \\(\sigma _{p})^{2}=\langle (P-\langle p\rangle )^{2}\rangle =\langle \psi |(P-\langle p\rangle )^{2}|\psi \rangle \end{cases}}}
Comme les opérateurs impulsion et coordonnée {\displaystyle P} et {\displaystyle X} obéissent à la relation de commutation canonique
{\displaystyle [P,X]=-i\hbar }
où {\displaystyle \hbar } est la constante de Planck réduite, on déduire que l'on a l'inégalité suivante
{\displaystyle (\sigma _{x})}{\displaystyle (\sigma _{p})}{\displaystyle \geq {\frac {\hbar }{2}}}
Cette inégalité qui relie l’écart-type (incertitude) {\displaystyle \sigma _{x}} de la coordonnée avec l'écart type {\displaystyle \sigma _{p}} de l'impulsion est la relation d'incertitude coordonnée-impulsion. Selon cette relation, il existe une limite à la précision avec laquelle les valeurs des coordonnées et de l'impulsion peuvent être connues simultanément. Cependant, en physique classique, l’espace des phases est défini comme étant l’ensemble {\displaystyle \{(p,x)\}} des valeurs possibles du paire {\displaystyle (p,x)}. Il s’ensuit qu’il n’est pas trivial d’étendre la définition de l’espace des phases de la physique classique vers la physique quantique. Le concept d'EPQ apporte une solution rigoureuse à ce problème.

### États quantiques conjoints impulsion-coordonnée
L'introduction du concept d'espace des phases quantique (EPQ) nécessite la recherche d'un type d'états quantiques conjoints d'impulsion et de coordonnée qui soit compatible avec la relation de commutation canonique et le principe d'incertitude. On peut montrer que le type d'états satisfaisant ces critères et qui correspondent aussi à une saturation de la relation d'incertitude sont les états, notés {\displaystyle |\langle z\rangle \rangle }, qui sont associés à des fonctions d’onde de type gaussien    . L'expression explicite de ces fonctions d'onde en représentation des coordonnées est donnée par la relation suivante
{\displaystyle \varphi (x)=\langle x|\langle z\rangle \rangle ={\frac {e^{-{\frac {B}{(\hbar )^{2}}}(x-\langle x\rangle )^{2}+{\frac {i}{\hbar }}\langle p\rangle x}}{(2\pi A)^{\tfrac {1}{4}}}}}
dans laquelle les quantités  {\displaystyle \langle x\rangle }, {\displaystyle \langle p\rangle }, {\displaystyle A} et {\displaystyle B} sont respectivement les valeurs moyennes et les variances statistiques de la coordonnée et de l'impulsion correspondant à l'état quantique {\displaystyle |\langle z\rangle \rangle } considéré lui-même. C'est à dire qu'on a les relations suivantes
{\displaystyle {\begin{cases}\langle x\rangle =\langle X\rangle =\langle \langle z\rangle |X|\langle z\rangle \rangle \\\langle p\rangle =\langle P\rangle =\langle \langle z\rangle |P|\langle z\rangle \rangle \\A=\langle (X-\langle x\rangle )^{2}\rangle =\langle \langle z\rangle |(X-\langle x\rangle )^{2}|\langle z\rangle \rangle \\B=\langle (P-\langle p\rangle )^{2}\rangle =\langle \langle z\rangle |(P-\langle p\rangle )^{2}|\langle z\rangle \rangle \end{cases}}}
Comme l’état  {\displaystyle |\langle z\rangle \rangle } sature la relation d'incertitude, on a la relation suivante
{\displaystyle A}{\displaystyle B}{\displaystyle =({\frac {\hbar }{2}})^{2}}
On peut aussi montrer qu’un état {\displaystyle |\langle z\rangle \rangle } est un état propre d'un opérateur {\displaystyle Z} qui est défini par la  {\displaystyle Z=P-{\frac {2i}{\hbar }}BX}. L'équation aux valeurs propres correspondante est
{\displaystyle Z|\langle z\rangle \rangle =\langle z\rangle |\langle z\rangle \rangle }
avec   
{\displaystyle \langle z\rangle =\langle p\rangle -{\frac {2i}{\hbar }}B\langle x\rangle }
Il a été également montré que les états {\displaystyle |\langle z\rangle \rangle } et leurs généralisations multidimensionnelles sont les états basiques associées à des fonctions d'onde qui sont covariantes à travers les transformations intégrales qui représentent l'action du groupe formé par les transformations canoniques linéaires multidimensionnelles  . Ces états peuvent aussi être considérés comme analogues à ce que l'on appelle les états cohérents et les états cohérents comprimés dans la littérature,

### Espace des phases quantique
L'espace des phases quantique peut être défini comme étant l'ensemble {\displaystyle \{(\langle p\rangle ,\langle x\rangle )\}} de toutes les valeurs possibles de la paire de valeurs moyennes {\displaystyle (\langle p\rangle ,\langle x\rangle )}, ou de manière équivalente comme l'ensemble {\displaystyle \{\langle z\rangle \}} de toutes les valeurs possibles de {\displaystyle \langle z\rangle }, pour une valeur donnée de la variance statistique {\displaystyle B} de l'impulsion  ,. Il résulte de cette définition que la structure physico-mathématique de l'espace des phases quantique dépend explicitement de la valeur de la variance statistique de l'impulsion. C’est d’ailleurs cette dépendance explicite qui rend la définition en question naturellement compatible avec le principe d’incertitude.On peut remarquer ici que, d'après certains travaux, il est possible d'établir des relations explicites  entre la variance de l'impulsion  et les paramètres thermodynamiques tels que la température, la pression et la taille du volume contenant les particules considérées à l'équilibre thermodynamique . La structure de l'espace des phases quantique pourraient donc dépendre des contraintes thermodynamiques.